# Matías Banco
Matías Ezequiel Banco (* 3. Juli 1989 in Mendoza) ist ein ehemaliger argentinischer Fußballspieler. Der Mittelfeldspieler spielte in seinem Heimatland Argentinien sowie in Chile.

## Karriere
Matías Banco begann seine Profikarriere 2008 bei Independiente Rivadavia und wurde 2010 an Andes Talleres verliehen. Auch nach seiner Rückkehr zu Rivadavia bekam er keine Einsätze und wechselte 2011 zu Deportivo Guaymallén und 2012 nach Chile zu Unión San Felipe. Nach einem Jahr unterschrieb Banco bei Lota Schwager und kehrte 2014 nach Argentinien zu Deportivo Guaymallén zurück. Nach weiteren Stationen bei Deportivo Maipú und Luján de Cuyo beendete er 2016 seine Karriere.